# Александър Поуп
Александър Поуп (на английски: Alexander Pope) е английски поет и писател. Въпреки че става популярен чак в края на XIX век, той е определен за най-великия английски поет на XVIII век и за най-великия английски сатирик.

## Биография
Поуп е роден на 21 май 1688 г. в Лондон в семейство на католици и през 1700 г. семейството му се мести в Бинфилд. В късното си детство той се разболява от заболяване, известно като „Болестта на Пот“, която причинява първото му гръбначно изкривяване. Той никога не може да се изправи повече от 4 фута и 6 инча (1,4 метра). Поуп става протестант и на 12 години остава сирак.
Известен с литературните си спорове, Поуп никога не е имал близки приятели. Като млад той привлича вниманието на Уилям Уичърли и критика Уилям Уелш. На 17 години Поуп е приет в лондонското общество и е определен като литературно чудо. Сред по-късните му приятели са Джоузеф Адисън и кръжока му, които скоро нападат Поуп заради консерватизма му. Привързаността му към партията на торите е подсилена от приятелството му с Джонатан Суифт и членството му в клуба на Скриблърс.
Александър Поуп умира на 30 май 1744.

## Творчество
Поезията на Поуп обикновено се дели на три периода. Първият включва ранната му описателна поезия: „Пастирите“ (1709), „Уиндзорската гора“ (1713), „Критическото есе“ (1711), „Влизане с взлом“ (1714) – поема, която осмива модата от тази епоха, „Елегия за паметта на нещастната лейди“ и „Елоиз към Абелард“ са единствените любовни творби на Поуп. През 1718 г. Поуп започва интимни отношения с Марта Блънт – връзка, която продължава до края на животя му, и лейди Мери Уортли Монтагю, с която се разделя.
Вторият период на Поуп включва неговите великолепни, но в известна степен неточни преводи, издадени съответно – „Илиада“ (1720) и „Одисея“ (1725–26), направени съвместно с Уилям Брум и Илайджа Фентън. Тези преводи, заедно с неуспешните издания на Шекспир (1725), водят до натрупване на големи дългове. През 1718 г. Поуп взема заем за да купи къща в Туикънхем, в която той и майка му остават до края на живота си.
В последния период от творчеството си Поуп започва да пише сатирични и нравствени стихотворения. Сред известните творби от този му период са: „Глупакът“ (1728–43) – сатирична творба против глупаци и литературни драскачи, в която Поуп напада своите врагове, включително и Лудвиг Теобалд, драматурга Коли Кибър, критикува своето издание на Шекспир; „Имитациите на Хорас“ (1733–38) – сатира за социалните проблеми и политическата глупост; „Човешко есе“ (1734) – поетично-философско съчинение, неговата най-амбициозна творба; „Нравствени съчинения“ (1731–35) и „Послание към Арбътнот“ (1735) – защита на неговата поезия и творчеството му като цяло.